# Michele Placido
Michele Placido (Ascoli Satriano, 19 de Maio de 1946) é um ator e diretor de cinema italiano. É mais conhecido internacionalmente por ter interpretado o papel do Comissário Corrado Cattani na série La Piovra nos anos de 1980.

## Prêmios
- Urso de Prata de melhor ator (Festival de Berlim), para o filme Ernesto (1979)[1]

## Filmografia

### Diretor
- Vallanzasca - Gli angeli del male (2010)
- Il grande sogno (2009)
- L'Aquila 2009 - Cinque registi tra le macerie (2009)
- Romanzo criminale (2005)
- Ovunque sei (2004)
- Un Viaggio chiamato amore (2002)
- Un Altro mondo è possibile (2001)
- Del perduto amore (1998)
- Un Eroe borghese (1995)
- Le Amiche del cuore (1992)
- Pummarò (1990)